# Stadion Municipal w Kralendijk
Stadion Municipal w Kralendijk – wielofunkcyjny stadion w Kralendijk, na wyspie Bonaire. Jest obecnie używany głównie dla meczów piłki nożnej oraz zawodów lekkoatletycznych. Swoje mecze rozgrywają na nim reprezentacja Bonaire w piłce nożnej oraz drużyna piłkarska SV Juventus. Stadion może pomieścić 3000 osób.